# 荒城之月

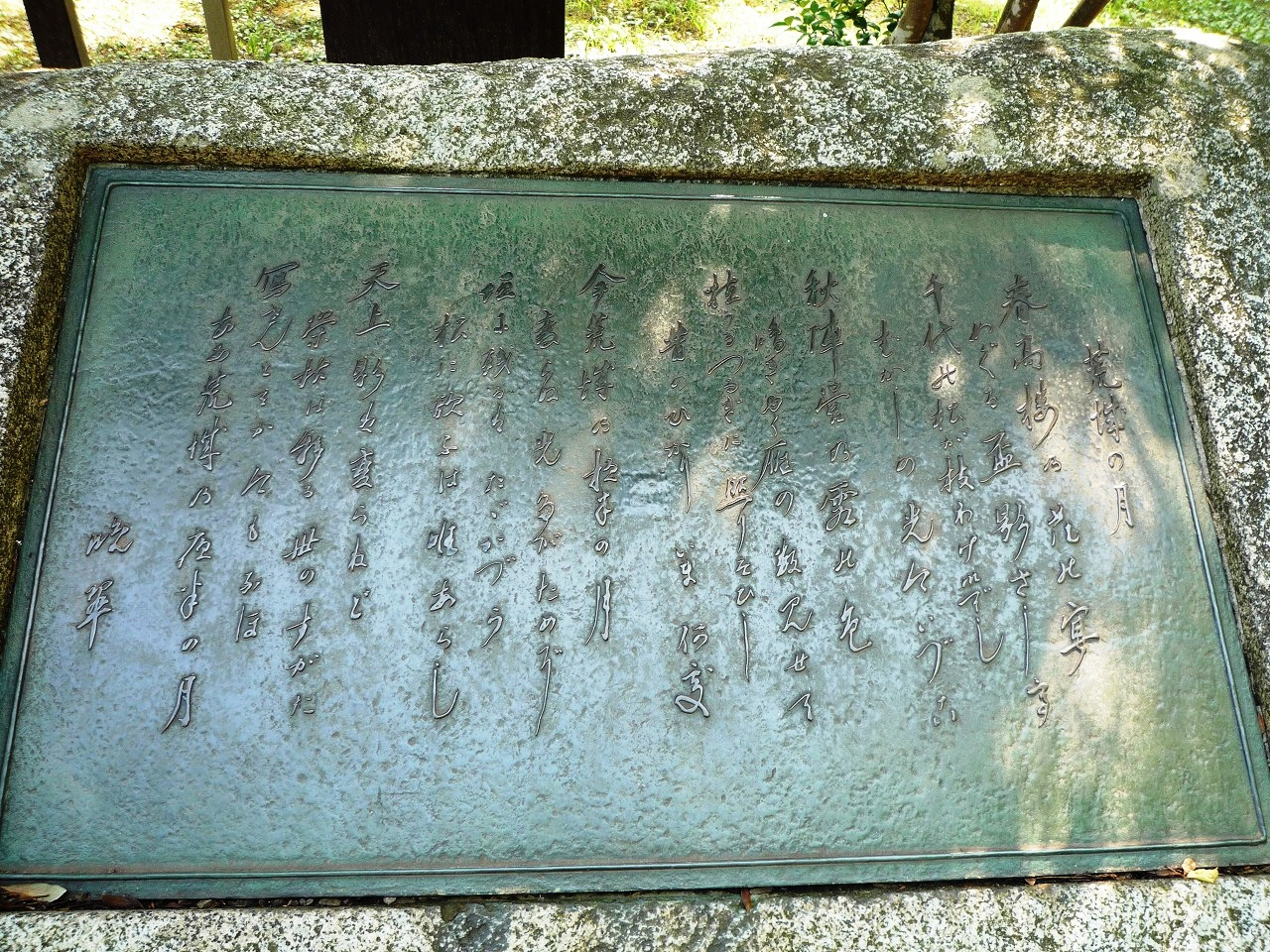
《荒城之月》碑文（仙台城）

《荒城之月》（日语：／ Kōjō no Tsuki */?）是近代日本民謠，瀧廉太郎（1879~1903）作曲，土井晚翠（1871~1952）作詞。
荒城之月最早載於日本明治時代五年制音樂課本，是1901年詩人土井晚翠應東京音樂學校（今東京藝術大學音樂系）編輯新音樂教材之需而誕生的作品。土井晚翠受到東京音樂學校的委託，替中學音樂教材創作歌詞；這篇「荒城之月」的題目勾起了他的幽思，創作了四段優美哀悽的詩文。
關於題目中的城具體是哪一座，有多種說法。
1. 土井晚翠的居住地仙台的仙台城，詞中「千代の松」的「千代」即是仙台的古稱。
2. 導致江戶幕府倒臺、幕藩體制終結的關鍵戰役戊辰戰爭的發生地點會津藩的會津若松城。
3. 瀧廉太郎小時候居住過的豐後竹田的岡城。
4. 瀧廉太郎曾居住過的富山的富山城。

## 日文原詞

### 中文翻譯
春高樓兮花之宴 交杯換盞歡笑聲 千代松兮枝頭月 昔日影像何處尋

秋陣營兮霜之色 晴空萬里雁字影 鎧甲刀山劍樹閃 昔日光景何處尋

今夕荒城夜半月 月光依稀似往昔 無奈葛藤滿城垣 孤寂清風鳴松枝

天地乾坤四時同 榮枯盛衰世之常 人生朝露明月映 嗚呼荒城夜半月

## 應用
該曲為仙台市地下鐵的報時音樂，又是豊後竹田站列車到站時所播放的音樂。另該曲經過編曲後，做為大分放送電視廣播服務的收播短片（局名告知）。
本曲亦曾收錄於香港的小學音樂教科書，並易名為《頹垣敗瓦》。